# Riu Corubal
El riu Corubal (en portuguès: Rio Corubal) és un riu de l'oest d'Àfrica, un tributari important del riu Geba.
Neix prop de Leba en l'altiplà de Fouta-Djalon de Guinea, després entra a Guinea Bissau a la seva frontera oriental, i després serpenteja en general al sud-oest, apropant-se a la frontera amb Guinea Bissau, després es torna al nord-oest, passa per Xitole, i després desemboca a l'extrem superior del riu Geba. Per una distància curta, forma la frontera internacional entre els dos països africans.
Al febrer de 1969, en travessar el riu l'exèrcit portuguès en retirada dels territoris en el marge esquerre en el sector de Madina do Boé, va haver-hi un succés que va ser conegut com el «Desastre del Cheche», que va causar la mort de 47 militars portuguesos.